# メレディス・バクスター
メレディス・バクスター（英: Meredith Baxter、1947年6月21日 - ）は、アメリカ合衆国の女優である。

## 出演作品

### テレビ
- glee/グリー
- スイッチ 〜運命のいたずら〜
- エアポート2011
- コールドケース 迷宮事件簿（エレン・ラッシュ）
- 恋するブライアン
- ブラザーズ＆シスターズ
- クローザー
- オリエント急行殺人事件 〜死の片道切符〜
- 水曜日の女
- 見覚えのある顔
- 愛と憎しみの銃弾2
- 愛と憎しみの銃弾
- 渇きの代償
- 女囚特捜班サマンサ
- ミッシング・ネーム/記憶の彼方に
- 犯られた刑事
- ファミリー・タイズ（エリス・キートン）
- 若草物語（メグ・マーチ）
- ファミリー 愛の肖像
- アメリカを震撼させた夜

### 映画
- 鉄板ニュース伝説
- デス・チェイス
- ビタースイート・ラブ
- 大統領の陰謀（デビー・スローン）
- ベン